# Dušan Uhrin Jr.
Dušan Uhrin Jr. (Praga, 11 ottobre 1967) è un allenatore di calcio ed ex calciatore ceco, fino al 1993 cecoslovacco, di ruolo centrocampista.

## Carriera
Figlio d'arte, dopo aver concluso una modesta carriera da calciatore in patria, inizia ad allenare. Guida anche la squadra riserve dello Sparta Praga e le giovanili dello Slavia Praga, divenendo il vice-allenatore prima di František Cipro poi di Karel Jarolím sulla panchina della prima squadra dello Slavia Praga. Nel 2002 è chiamato come manager del Bohemians 1905: retrocede al primo anno di prima divisione e non riesce a riportare la squadra in 1. liga l'anno seguente. Successivamente allena il Mladá Boleslav: qui sfiora a sorpresa il titolo ceco nel 2006, battendo la concorrenza delle squadre praghesi e arrivando secondo alle spalle dello Slovan Liberec. Il piazzamento gli consente di giocare e vincere sia in Champions League sia in Coppa UEFA nella stagione 2006-2007. Arrivato terzo nel campionato 2007, si trasferisce a Timisoara, dove continua a cogliere notevoli risultati. Dal 3 gennaio al 5 aprile del 2009 è il direttore sportivo nel CFR Cluj. Dopo aver allenato anche a Limassol, nel 2012 si siede sulla panchina della Dinamo Tbilisi, centrando un double nel 2013 e vincendo il titolo cinque anni dopo la vittoria del padre sulla stessa panchina.
Negli anni seguenti guida anche Viktoria Plzeň, Dinamo Minsk e Slavia Praga. Per tutto il 2017 è il direttore sportivo del Mlada Boleslav.

## Statistiche d'allenatore
Statistiche aggiornate al 25 febbraio 2018.
In grassetto le competizioni vinte.
| Stagione                     | Squadra                      | Campionato                   | Campionato | Campionato | Campionato | Campionato | Coppe nazionali | Coppe nazionali | Coppe nazionali | Coppe nazionali | Coppe nazionali | Coppe continentali | Coppe continentali | Coppe continentali | Coppe continentali | Coppe continentali | Altre coppe | Altre coppe | Altre coppe | Altre coppe | Altre coppe | Totale | Totale | Totale | Totale | Vittorie % | Piazzamento        |
| Stagione                     | Squadra                      | Comp                         | G          | V          | N          | P          | Comp            | G               | V               | N               | P               | Comp               | G                  | V                  | N                  | P                  | Comp        | G           | V           | N           | P           | G      | V      | N      | P      | %          | Piazzamento        |
| ---------------------------- | ---------------------------- | ---------------------------- | ---------- | ---------- | ---------- | ---------- | --------------- | --------------- | --------------- | --------------- | --------------- | ------------------ | ------------------ | ------------------ | ------------------ | ------------------ | ----------- | ----------- | ----------- | ----------- | ----------- | ------ | ------ | ------ | ------ | ---------- | ------------------ |
| 2002-2003                    | Bohemians Praga              | 1L                           | 26         | 5          | 9          | 12         | CR              | 2               | 1               | 1               | 0               | -                  | -                  | -                  | -                  | -                  | -           | -           | -           | -           | -           | 28     | 6      | 10     | 12     | 21,43      | 15º, Retrocessione |
| 2003-2004                    | Bohemians Praga              | 2L                           | 30         | 13         | 12         | 5          | CR              | 3               | 2               | 1               | 0               | -                  | -                  | -                  | -                  | -                  | -           | -           | -           | -           | -           | 33     | 15     | 13     | 5      | 45,45      | 3º                 |
| Totale Bohemians 1905        | Totale Bohemians 1905        | Totale Bohemians 1905        | 56         | 18         | 21         | 17         |                 | 5               | 3               | 2               | 0               |                    | -                  | -                  | -                  | -                  |             | -           | -           | -           | -           | 61     | 21     | 23     | 17     | 34,43      |                    |
| ott. 2004-2005               | Mladá Boleslav               | IL                           | 21         | 5          | 11         | 5          | CR              | 2               | 1               | 0               | 1               | -                  | -                  | -                  | -                  | -                  | -           | -           | -           | -           | -           | 26     | 10     | 6      | 10     | 38,46      | 14º                |
| 2005-2006                    | Mladá Boleslav               | IL                           | 30         | 16         | 6          | 8          | CR              | 1               | 0               | 0               | 1               | -                  | -                  | -                  | -                  | -                  | -           | -           | -           | -           | -           | 26     | 12     | 4      | 10     | 46,15      | 2º                 |
| 2006-2007                    | Mladá Boleslav               | IL                           | 30         | 17         | 7          | 6          | CR              | 4               | 3               | 0               | 1               | UCL+CU             | 4+6                | 1+1                | 2+3                | 1+2                | -           | -           | -           | -           | -           | 44     | 22     | 12     | 10     | 50,00      | 3º                 |
| 2007-2008                    | Timișoara                    | LI                           | 34         | 16         | 9          | 9          | CR              | 2               | 1               | 0               | 1               | CC                 | 6                  | 3                  | 1                  | 2                  | -           | -           | -           | -           | -           | 33     | 18     | 7      | 8      | 54,55      | 6º                 |
| lug.-dic. 2008               | Timișoara                    | LI                           | 17         | 10         | 5          | 2          | CR              | 2               | 2               | 0               | 0               | CU                 | 2                  | 0                  | 0                  | 2                  | -           | -           | -           | -           | -           | 21     | 12     | 5      | 4      | 57,14      | Dimesso            |
| lug.-dic. 2009               | Mladá Boleslav               | IL                           | 16         | 7          | 4          | 5          | CR              | 1               | 0               | 0               | 1               | -                  | -                  | -                  | -                  | -                  | -           | -           | -           | -           | -           | 17     | 7      | 4      | 5      | 41,18      | Dimesso            |
| gen.-giu. 2010               | AEL Limassol                 | AK                           | 18         | 11         | 3          | 4          | KK              | 4               | 1               | 1               | 2               | -                  | -                  | -                  | -                  | -                  | -           | -           | -           | -           | -           | 22     | 12     | 4      | 6      | 54,55      | 8º                 |
| lug.-set. 2010               | AEL Limassol                 | AK                           | 9          | 1          | 4          | 4          | -               | -               | -               | -               | -               | -                  | -                  | -                  | -                  | -                  | -           | -           | -           | -           | -           | 9      | 1      | 4      | 4      | 11,11      | Esonerato          |
| Totale AEL Limassol          | Totale AEL Limassol          | Totale AEL Limassol          | 27         | 12         | 7          | 8          |                 | 4               | 1               | 1               | 2               |                    | -                  | -                  | -                  | -                  |             | -           | -           | -           | -           | 31     | 13     | 8      | 10     | 41,94      |                    |
| dic. 2010-2011               | Timișoara                    | LI                           | 16         | 9          | 5          | 2          | -               | -               | -               | -               | -               | -                  | -                  | -                  | -                  | -                  | -           | -           | -           | -           | -           | 16     | 9      | 5      | 2      | 56,25      | 2º                 |
| Totale Politehnica Timișoara | Totale Politehnica Timișoara | Totale Politehnica Timișoara | 67         | 35         | 19         | 13         |                 | 4               | 3               | 0               | 1               |                    | 2                  | 0                  | 0                  | 2                  |             | -           | -           | -           | -           | 73     | 38     | 19     | 16     | 52,05      |                    |
| 2012-2013                    | Dinamo Tbilisi               | UL                           | 32         | 24         | 6          | 2          | ST              | 9               | 7               | 1               | 1               | -                  | -                  | -                  | -                  | -                  | -           | -           | -           | -           | -           | 41     | 31     | 7      | 3      | 75,61      | 1º                 |
| lug.-dic. 2013               | Dinamo Tbilisi               | UL                           | 15         | 11         | 3          | 1          | ST              | 2               | 2               | 0               | 0               | UCL+UEL            | 4+2                | 2+0                | 1+0                | 1+2                | -           | -           | -           | -           | -           | 23     | 15     | 4      | 4      | 65,22      | Dimesso            |
| Totale Dinamo Tbilisi        | Totale Dinamo Tbilisi        | Totale Dinamo Tbilisi        | 47         | 35         | 9          | 3          |                 | 11              | 9               | 1               | 1               |                    | 6                  | 2                  | 1                  | 3                  |             | -           | -           | -           | -           | 64     | 46     | 11     | 7      | 71,88      |                    |
| dic. 2013-2014               | Viktoria Plzeň               | IL                           | 14         | 8          | 5          | 1          | CR              | 6               | 3               | 2               | 1               | UEL                | 4                  | 2                  | 1                  | 1                  | -           | -           | -           | -           | -           | 24     | 13     | 8      | 3      | 54,17      | 2º                 |
| lug.-ago. 2014               | Viktoria Plzeň               | IL                           | 3          | 2          | 1          | 0          | -               | -               | -               | -               | -               | UEL                | 2                  | 0                  | 1                  | 1                  | SRC         | 1           | 0           | 0           | 1           | 6      | 2      | 2      | 2      | 33,33      | Esonerato          |
| Totale Viktoria Plzeň        | Totale Viktoria Plzeň        | Totale Viktoria Plzeň        | 17         | 10         | 6          | 1          |                 | 6               | 3               | 2               | 1               |                    | 6                  | 2                  | 2                  | 2                  |             | 1           | 0           | 0           | 1           | 30     | 15     | 10     | 5      | 50,00      |                    |
| 2015                         | Dinamo Minsk                 | VL                           | 3          | 0          | 2          | 1          | KB              | 4               | 1               | 1               | 2               | -                  | -                  | -                  | -                  | -                  | -           | -           | -           | -           | -           | 7      | 1      | 3      | 3      | 14,29      | Esonerato          |
| dic. 2015-2016               | Slavia Praga                 | IL                           | 30         | 14         | 10         | 6          | CR              | 2               | 1               | 0               | 1               | -                  | -                  | -                  | -                  | -                  | -           | -           | -           | -           | -           | 32     | 15     | 10     | 7      | 46,88      | 5º                 |
| lug.-ago. 2016               | Slavia Praga                 | IL                           | 4          | 1          | 2          | 1          | -               | -               | -               | -               | -               | UEL                | 6                  | 1                  | 2                  | 3                  | -           | -           | -           | -           | -           | 10     | 2      | 4      | 4      | 20,00      | Esonerato          |
| Totale Slavia Praga          | Totale Slavia Praga          | Totale Slavia Praga          | 34         | 15         | 12         | 7          |                 | 2               | 1               | 0               | 1               |                    | 6                  | 1                  | 2                  | 3                  |             | -           | -           | -           | -           | 42     | 17     | 14     | 11     | 40,48      |                    |
| 2017-feb. 2018               | Mladá Boleslav               | IL                           | 18         | 5          | 2          | 11         | CR              | 2               | 2               | 0               | 0               | UEL                | 4                  | 3                  | 0                  | 1                  | -           | -           | -           | -           | -           | 24     | 10     | 2      | 12     | 41,67      | Esonerato          |
| Totale Mladá Boleslav        | Totale Mladá Boleslav        | Totale Mladá Boleslav        | 115        | 45         | 28         | 24         |                 | 10              | 6               | 0               | 4               |                    | 14                 | 5                  | 5                  | 4                  |             | -           | -           | -           | -           | 139    | 56     | 31     | 32     | 40,29      |                    |
| Totale carriera              | Totale carriera              | Totale carriera              | 366        | 170        | 104        | 92         |                 | 46              | 23              | 14              | 9               |                    | 34                 | 10                 | 10                 | 14                 |             | 1           | 0           | 0           | 1           | 447    | 203    | 128    | 116    | 45,41      |                    |

## Palmarès

### Allenatore
- Campionato georgiano: 1

Dinamo Tbilisi: 2012-2013
- Coppa di Georgia: 1

Dinamo Tbilisi: 2012-2013